# René Durand
Pour les articles homonymes, voir Durand.
René Durand est un scénariste de bande dessinée et auteur de science-fiction français, né le 16 avril 1948 à Espira-de-l'Agly (Pyrénées-Orientales). Il utilise parfois le nom de plume de Gaby Sangar.

## Biographie
René Durand est l'auteur de plusieurs nouvelles de science-fiction .
Il est également scénariste de bande dessinée et publie, dès 1977, en binôme avec Georges Ramaïoli (dessin), la BD L'Indien français dans le magazine Circus avant la parution sous forme d'albums.

## Publications

### Bande dessinée
- Les Aventures de Mado et Maildur, avec Simon Rocca et Georges Ramaïoli (dessin), Artefact (1983)
- Ballon ovale [3](1985) Scénario de René Durand ; dessin de Christian Vicini, Bayard Éditions (1985)
- Les Crocs de la Nive, dessin de Phillipe Messager, Editions Lavielle (1988)
- La Crypte du souffle bleu (série), dessin de Philippe Castaza, Soleil Productions , (3 volumes de 1990 à 1992)
- Les Dirigeables de l'Amazone (série), dessin de Patrice Sanahujas, Glénat (2 volumes de 1980 à 1982)
- Foc (série), dessin et couleurs : Yves Bordes (tomes 1 à 3) puis Patrick Amblevert (tome 4), Soleil Productions, (4 volumes de 1984 à 1993)
- La Geste vermeil, dessin de Dario, Soleil Productions (1992)
- L'Indien français (série complète)
  1. L'Indien français [4] (1978)
  2. La Lune enterrée (1982)
  3. Le Scalp et la peau (1982)
  4. Traques (1984)
  5. Le Chasseur des solitudes (1985)
  6. Bois brûlé (1987)
  7. Grondements (1988)
  8. Hurlements (1992)
- Le Nain rouge (série), dessin et couleurs d'Yves Bordes, éditions Lavauzelle : Tome 1 (première édition du tome 1) puis Soleil Productions (Collection Soleil noir): Tomes 1 et 2 (première édition du tome 2)
- Opération chisteras [5], dessins de Michel Durand / Durandur (1985)
- La Terre de la bombe (série), avec Georges Ramaïoli (dessin), Glénat (5 volumes de 1979 à 1986)
- Les Veines de l'Occident (série), dessin de Frédéric Boilet, Glénat (1985 -1987)
- Zoulouland (série) 
  1. Zoulouland 1 - Comme un vol d'hirondelle [6]  (1987)
  2. Zoulouland 2 - Noirs comme l'enfer [7] (1990)
  3. Zoulouland - Intégrale 1 (1993)
- Mayas (série), avec Georges Ramaïoli (scénario et dessin), éditions Daric
  1. La tribu du dauphin blanc (dialogues), (2003)

### Nouvelles de science-fiction
- « L'océan est une mitrailleuse spleenétique » (1977)
- « Sodome assassinée » (1977)
- « Comment ça se passe quand la guerre menace » (1977)
- « Colibri » (1978)
- « Périllos où il y a de l'amour » (1978)
- « Charles Perrault les mains souillés au fond des rides de la ville » (1978)
- « La mort est une langue étrangère » (1979)
- « Chacun de nous est une minorité ethnique » (1980)
- « Je suis le Savant Fou et ma Maman est un Requin » (1982), première parution dans Fiction n°332 (septembre 1982) puis en volume individuel (24 pages) dans la Bibliothèque sublunaire (éditions L'astronaute mort) en 1998[8] et enfin dans Les Enfants du mirage - tome 2, éditions Naturellement[9] (2002)

### Policiers
- Éventrations: L'amie du guépard, Glénat, coll. « Train d'enfer », 1980, 154 p.  (ISBN 2-7234-0154-5), sous le pseudonyme de Gaby Sangar; illustrations de Jacques Ferrandez.

### Essais
- L'Enseignement du français par la science-fiction (coll.)[10], éditions E.S.F. , coll. Science de l'éducation (1979)